# 818
818 (DCCCXVIII) var ett normalår som började en fredag i den julianska kalendern.

## Händelser

### Okänt datum
- Lemroperioden börjar i rakhinernas historia.

## Födda
- Ariwara no Yukihira, japansk statstjänsteman.

## Avlidna
- 26 maj – Imam Ali ar Rida, åttonde Shia-imamen.
- Ermengard av Hesbaye, tysk-romersk kejsarinna och drottning av Franken.